# هيلين بريجيان
هيلين بريجان ، CSJ (من مواليد 21 أبريل 1939) هي أخت كاثوليكية رومانية ، وعضو في جماعة سانت جوزيف مقرها في نيو أورليانز، وداعية أمريكي بارز لإلغاء عقوبة الإعدام .
أسست بريجين مجموعات سيرفايف SURVIVE لمساعدة أسر ضحايا القتل والجرائم ذات الصلة. عملت كرئيسة الائتلاف الوطني لإلغاء عقوبة الإعدام من 1993 إلى 1995. وقد ساعدت في إنشاء حملة الوقف الاختياري، سعياً لإنهاء عمليات الإعدام وإجراء تعليم حول عقوبة الإعدام.
وهي معروفة بكتابها الأكثر مبيعًا، الميت الذي يمشي Dead Man Walking (1993) ، استنادًا إلى تجاربها مع اثنين من المدانين المحكوم عليهم بالإعدام الذين عملت معهم كمستشار روحي قبل إعدامهم. في كتابها، استكشفت آثار عقوبة الإعدام على جميع المعنيين. استوحى صناع السينما من الكتاب و حولوه الى فيلم  عام 1995 يحمل نفس الاسم ، من بطولة سوزان ساراندون وشون بن . تم الاقتباس عنه أيضًا كأوبرا، و أنتج لأول مرة في عام 2000 من قبل أوبرا سان فرانسيسكو .

## النشأة والتعليم
ولدت هيلين بريجان في باتون روج ، لويزيانا ، ابنة أوغوستا ماي ( ني بورغ ؛ 1911-1993) ، ممرضة، ولويس سيباستيان بريجين (1893–1974) ، وهو محام.  انضمت إلى راهبات القديس يوسف ميديلي عام 1957.
في عام 1962 ، حصلت على ليسانس الآداب في اللغة الإنجليزية والتعليم من كلية سانت ماري الدومينيكية، نيو أورليانز ، لويزيانا. في عام 1973 ، حصلت على درجة الماجستير في التربية الدينية من جامعة سانت بول، وهي كلية تابعة لجامعة أوتاوا . وقالت انها كانت مدير التربية الدينية في إبراشية سانت فرانسيس كابريني في نيو أورليانز.. 

## جهود العفو عن المحكوم عليهم بالإعدام
بدأت جهودها في نيو أورليانز ، لويزيانا ، في عام 1981. في عام 1982 طلب منها أحد معارفها أن تتوافق مع القاتل المدان إلمو باتريك سونيير، المحبوس في انتظار تنفيذ حكم الإعدام في سجن ولاية لويزيانا، والمعروف باسم أنغولا.  وكان سونير قد حُكم عليه بالإعدام بالكهرباء. زارت سونير في السجن ووافقت على أن تكون مستشاره الروحي في الأشهر التي سبقت إعدامه. أعطت التجربة بريجين نظرة ثاقبة أكبر في العملية التي تنطوي عليها عمليات الإعدام، للمدانين والأسر وآخرين في السجن، وبدأت تتحدث ضد عقوبة الإعدام. وفي الوقت نفسه، أسست منظمة سيرفايف Survive ، وهي منظمة مكرسة لتقديم المشورة لأسر ضحايا العنف.
وعملت بريجان منذ ذلك الحين على خدمة النزلاء الآخرين المحكوم عليهم بالإعدام وشهدت عدة عمليات إعدام أخرى. عملت كرئيسة وطنية للائتلاف الوطني لإلغاء عقوبة الإعدام من 1993 إلى 1995.

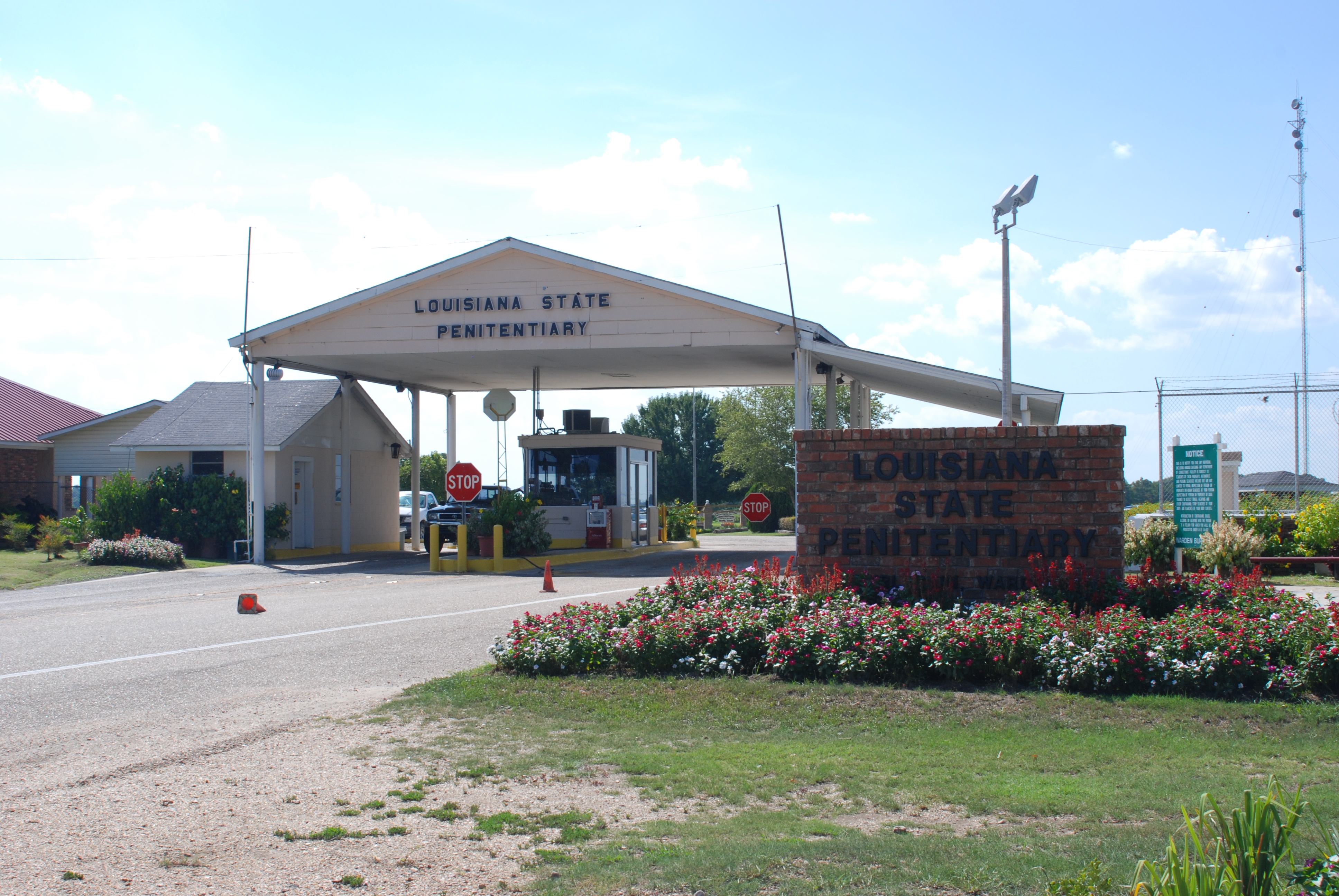
سجن ولاية لويزيانا ، حيث تم سجن سونير.

## الميت الذي يمشي
نشرت Dead Man Walking (1993) ، وهو سرد لعلاقتها مع سونير ونزلاء آخرين في طابور الإعدام، والعوامل المتعلقة بمعارضتها المتزايدة لعقوبة الإعدام. تم تكييف الكتاب لفيلم روائي عام 1995 يحمل نفس الاسم ؛ تم تصويرها من قبل سوزان ساراندون . 
تحول كتابها أيضًا لأوبرا تحمل نفس الاسم، أنتجت لأول مرة من قبل أوبرا سان فرانسيسكو في عام 2000. libretto من تأليف Terrence McNally والموسيقى من تأليف Jake Heggie .  وقد تم تعديله أيضًا كمسرحية تحمل نفس الاسم، والتي تم إنتاجها لأول مرة في خريف 2003. 
بالنسبة لكتابها، استفادت من تجاربها مع Sonnier ومع المحكوم عليه روبرت Lee Willie . وقد حُكم عليه بالإعدام بعد إدانته بالاختطاف والقتل في هجومين في مايو 1980.  كما استكشف بريجين الآثار المترتبة على تنفيذ عقوبة الإعدام على المحامين وحراس السجون ومسؤولي السجون الآخرين وعائلات القتلة المدانين وضحاياهم. ومنذ ذلك الحين، عملت بريجين مع رجال آخرين محكوم عليهم بالإعدام.
في ديسمبر 2010 ، تبرعت بريجين بجميع أوراقها الأرشيفية لجامعة دي بول .  

## الحملات والكتاب والجوائز
في عام 1999 ، شكلت Prejean Moratorium 2000 ، وهي حملة عريضة نمت في نهاية المطاف لتصبح حملة تعليمية وطنية، حملة Moratorium ،  تسعى لإعلان وقف تنفيذ عمليات الإعدام. كان يعمل في البداية من قبل روبرت جونز، تيريزا مايز، وجيني أوكيف. منظمة Witness to Innocence ،  المؤلفة من ناجين ينتظرون تنفيذ حكم الإعدام والذين تم تبرئتهم بعد إدانتهم بجرائم لم يرتكبوها، بدأت في إطار حملة الوقف.
كتب بريجين كتابًا ثانيًا بعنوان موت الأبرياء: رواية شاهد عيان عن عمليات إعدام خاطئة (2004). تتحدث عن رجلين، هما Dobie Gillis Williams و Joseph O'Dell ، اللذان رافقتاهما لإعداماتهما. وتعتقد أن كلا الرجلين كانا بريئين من الجرائم التي أدينوا بسببها. كما يبحث الكتاب في التاريخ الحديث لقرارات عقوبة الإعدام الصادرة عن المحكمة العليا للولايات المتحدة وسجل جورج دبليو بوش بصفته حاكم ولاية تكساس .
في عام 1998، أعطيت بريجيان وسلم في جائزة أشارت مارثا، الذي سمى باسم 1963 المنشور الرسالة البابا يوحنا الثالث والعشرين الذي يدعو جميع الناس من حسن النية لتأمين السلام بين جميع الشعوب. Pacem in terris لاتينية لـ "Peace on Earth".
تبني بريجين عملها الآن في شبكة عقوبة الإعدام في نيو أورلينز. تتحدث عن القضايا عبر الولايات المتحدة وحول العالم. كما شاركت هي وشقيقتها ماري آن أنتروبوس بعمق في مركز في نيكاراغوا يدعى أصدقاء باتاهولا. 
في عام 2019 ، كتبت مذكرات بعنوان نهر النار: رحلتي الروحية .  تتحدث فيه عن رحلتها الروحية التي تقودها للانخراط في عمل العدالة الاجتماعية .

## الجوائز والتقدير
أعطت Prejean عناوين بدء لأكثر من 50 كلية وجامعة حول العالم. 
- 2013: جائزة روبرت م. هولشتاين «الإيمان بإقامة العدل» من شبكة التضامن الإغناطية
- 2006: جائزة كريستوفر
- 2002: دكتوراة فخرية من NUI Galway (LLD)
- 1998: جائزة العالم في ضربات الأرض
- 1996: جائزة Pax Christi USA Pope Paul VI Teacher of Peace

## روابط خارجية
- هيلين بريجيان على موقع IMDb (الإنجليزية)
- هيلين بريجيان على موقع الموسوعة البريطانية (الإنجليزية)
- هيلين بريجيان على موقع ديسكوغز (الإنجليزية)
- هيلين بريجيان على موقع قاعدة بيانات الفيلم (الإنجليزية)